# دائرة أولاد فارس
دائرة أولاد فارس إحدى دوائر ولاية الشلف عاصمتها أولاد فارس. وتضم كل من بلديات أولاد فارس – شطية – لبيض مجاجة.

## الشؤون الدينية

### المساجد
تحتوي هذه الدائرة على العديد من المساجد التي تشرف عليها مديرية الشؤون الدينية والأوقاف لولاية الشلف تحت وصاية وزارة الشؤون الدينية والأوقاف.
- المسجد العتيق
- مسجد الشبايرية

### الزوايا
- «زاوية سيدي أمحمد بن علي».[2]